# Anna Owczarz-Dadan
Anna Owczarz-Dadan, Anna Dadan (* 1979, Polsko) je polská grafická designérka, nakladatelka, fotografka, autorka více než 30 knih o počítačové grafice a fotografii, řadu let působí jako lektorka specializující se mimo jiné na Adobe Photoshop.
Byla oceněna soškou Best of the Best od nakladatelství Helion.

## Publikace v polštině
- Photoshop CS3. Szkoła efektu (Škola efektů), Helion
- Photoshop 7/7 CE. Kurs, Helion
- Fotografia cyfrowa. Kurs, wydanie II, Helion
- Fotografia cyfrowa. Kurs, Helion
- Photoshop CS. Kurs, Helion
- Tworzenie filmów w Windows XP. Podstawy (Základy), Helion
- Photoshop CS, Helion
- Photoshop CS. Ćwiczenia zaawansowane (Pokročilá cvičení), Helion
- Paint Shop Pro 9. Zostań mistrzem, Helion
- ABC fotografii cyfrowej i obróbki zdjęć (ABC digitální fotografie a manipulace s fotografiemi), Helion
- Ćwiczenia praktyczne. Photoshop CS3, Helion
- Photoshop CS3. Ilustrowany przewodnik, Helion
- Fotografia cyfrowa. Ilustrowany przewodnik, Helion
- Photoshop CS4.PL. Ilustrowany przewodnik, Helion
- Photoshop CS4. Pierwsza pomoc, Helion
- Zaklęcia Photoshopa. Edycja zdjęć, Helion
- Photoshop CS5. Szkoła efektu, Helion
- Fotografia cyfrowa. Ilustrowany przewodnik, wydanie II, Helion
- Edycja zdjęć, Help
- Obróbka zdjęć cyfrowych. Adobe Photoshop Elements 7, Helion
- Photoshop CS5. Ilustrowany przewodnik, Helion
- Photoshop CS2. Podręcznik, wydanie II, Helion
- Ćwiczenia praktyczne. Fotografia cyfrowa i obróbka zdjęć, Helion
- Corel Paint Shop Pro X. Podstawy, Helion
- Flash. Samouczek, Help

## Publikace v angličtině
- Digital Photography, Dadan Press, Łódź 2012, ISBN 978-1475294125[2]
- Digital Photography, Dadan Press, Łódź 2012, Kindle Edition